# Османов, Джавид Гамид оглы
Джавид Гамид оглы Османов (азерб. Cavid Həmid oğlu Osmanov; род. 6 февраля 1976 года, Агдаш, Азербайджанская ССР) — государственный и политический деятель. Депутат Милли Меджлиса Азербайджанской Республики V и VI созывов, член комитета по делам молодежи и спорта, член комитета по региональным вопросам Милли Меджлиса.

## Биография
Родился Джавид Османов 6 февраля 1976 году в Агдаше, ныне административный центр Агдашского района, республики Азербайджан.В 1982 году в городе Агдаш поступил в первый класс средней школы имени Горького, а в 1992 году окончил десятый класс этой школы. В 1997 году стал обучаться в Академии государственного управления при Президенте Азербайджанской Республики, в 2000 году окончив, получил специальность государственного и муниципального управления.
С апреля 2001 года по июль 2002 года работал главным инспектором в управлении молодежи, спорта и туризма Агдашского района, с июля 2002 года по июль 2005 года-начальником этого управления. С декабря 2005 года по июль 2006 года работал представителем главы Исполнительной власти Агдашского района по городу Агдаш, с июля 2006 года по июль 2016 года трудился в должности первого заместителя главы Исполнительной власти Агдашского района.
В 2016 году на повторных выборах в Национальное собрание Азербайджана был избран депутатом Милли меджлиса V созыва.
На выборах в Национальное собрание Азербайджана VI созыва, которые прошли в 9 февраля 2020 года, баллотировался по  Агдашскому избирательному округу № 90. По итогам выборов одержал победу и получил мандат депутата Милли Меджлиса Азербайджанской Республики. С 10 марта 2020 года приступил к депутатским обязанностям. Является членом комитета по делам молодежи и спорта, а также членом комитета по региональным вопросам.
Женат, имеет двоих детей.